# 德·杰拉许陨石坑
德·杰拉许陨石坑（de Gerlache）是位于月球南极附近的一座小撞击坑，其名称取自比利时极地探险家阿德里安·维克多·约瑟夫·德·杰拉许·德·戈梅里（1866年-1899年），2000年被国际天文学联合会批准接受。

## 描述

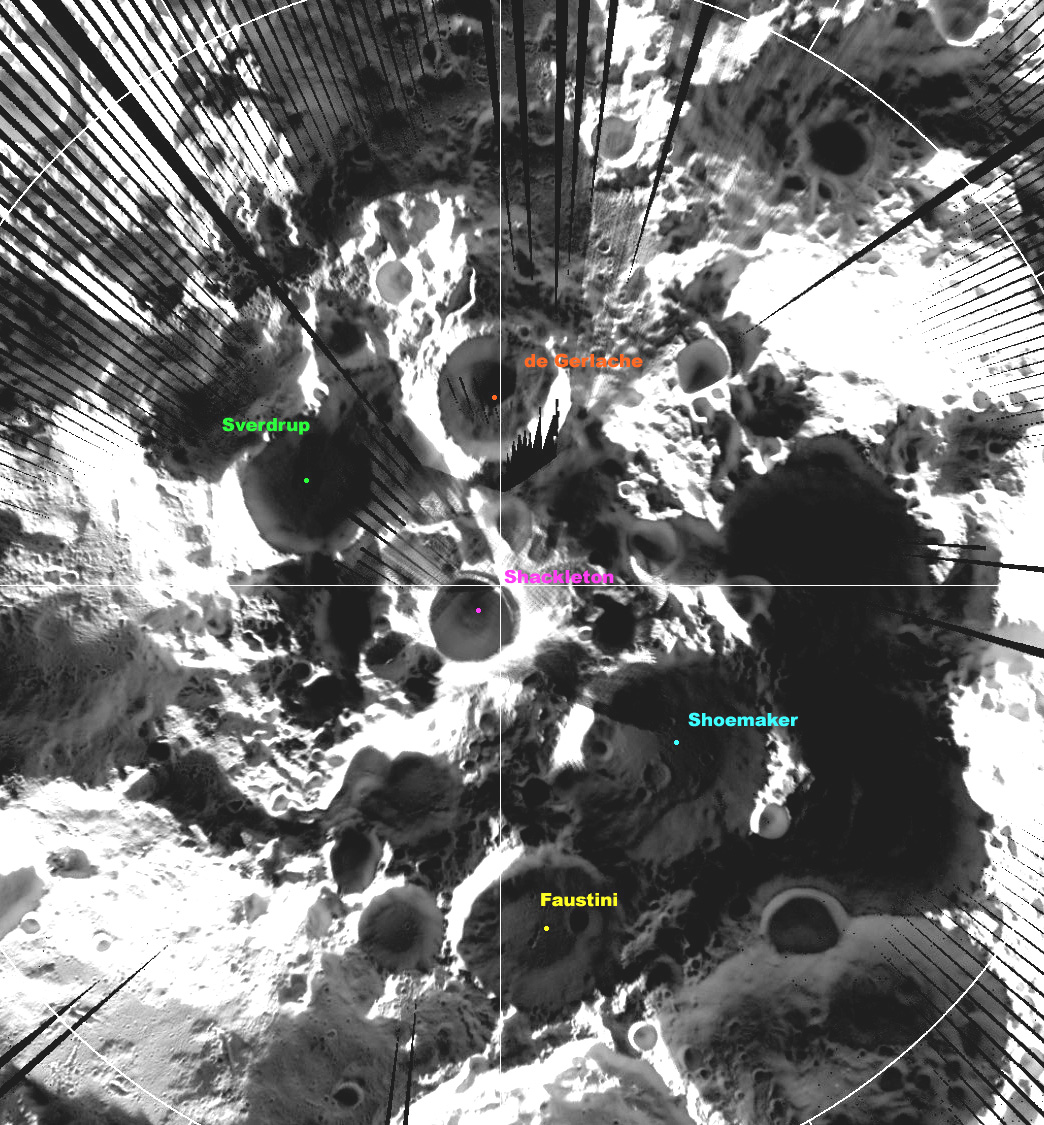
月球勘测轨道飞行器根据德·杰拉许陨石坑周边月表热辐射测量数据构建的可视图。

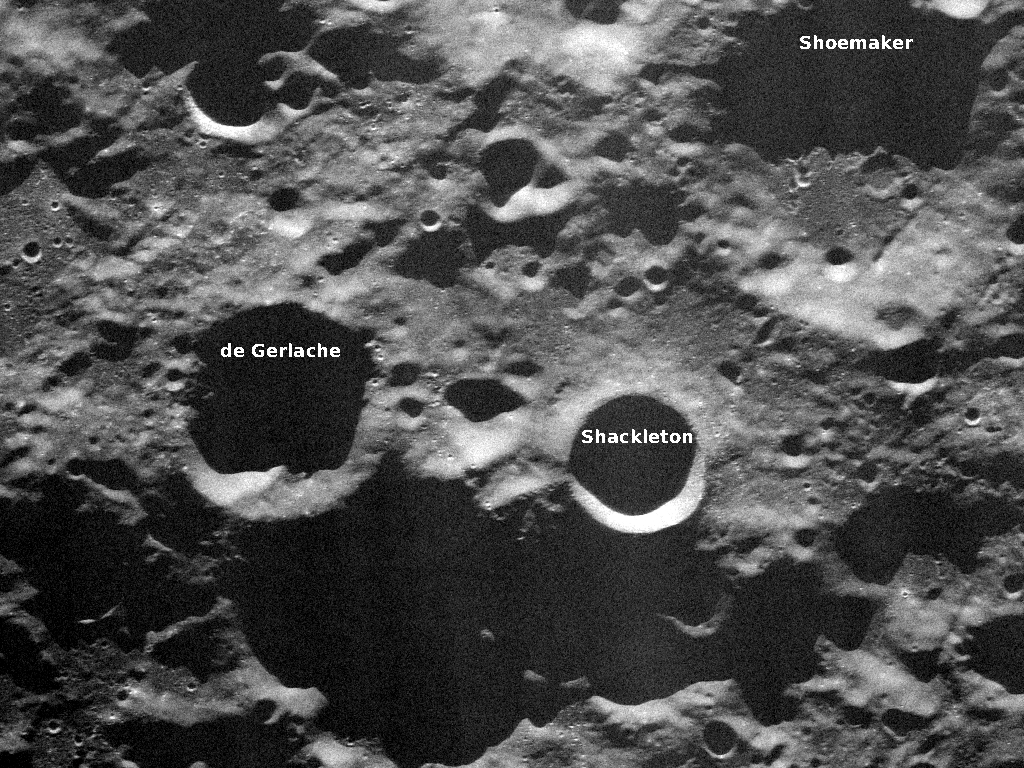
地球雷达测绘的德·杰拉许陨石坑

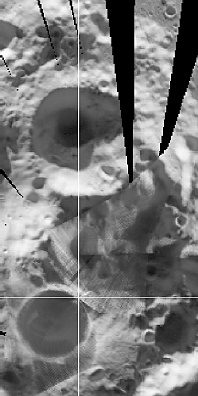
月球勘测轨道飞行器拍摄，上为德·杰拉许陨石坑，下部则是沙克尔顿陨石坑。

该陨坑西侧靠近斯维德鲁普陨石坑、东北偏北毗邻较小的巴哲陨石坑、霍沃思环形山位于它的东北偏东、东南则坐落了舒梅克环形山、而它的南面则是沙克尔顿陨石坑。该陨坑中心月面坐标为88°29′S 88°20′W / 88.48°S 88.34°W，直径32.71公里，深度2.063公里。

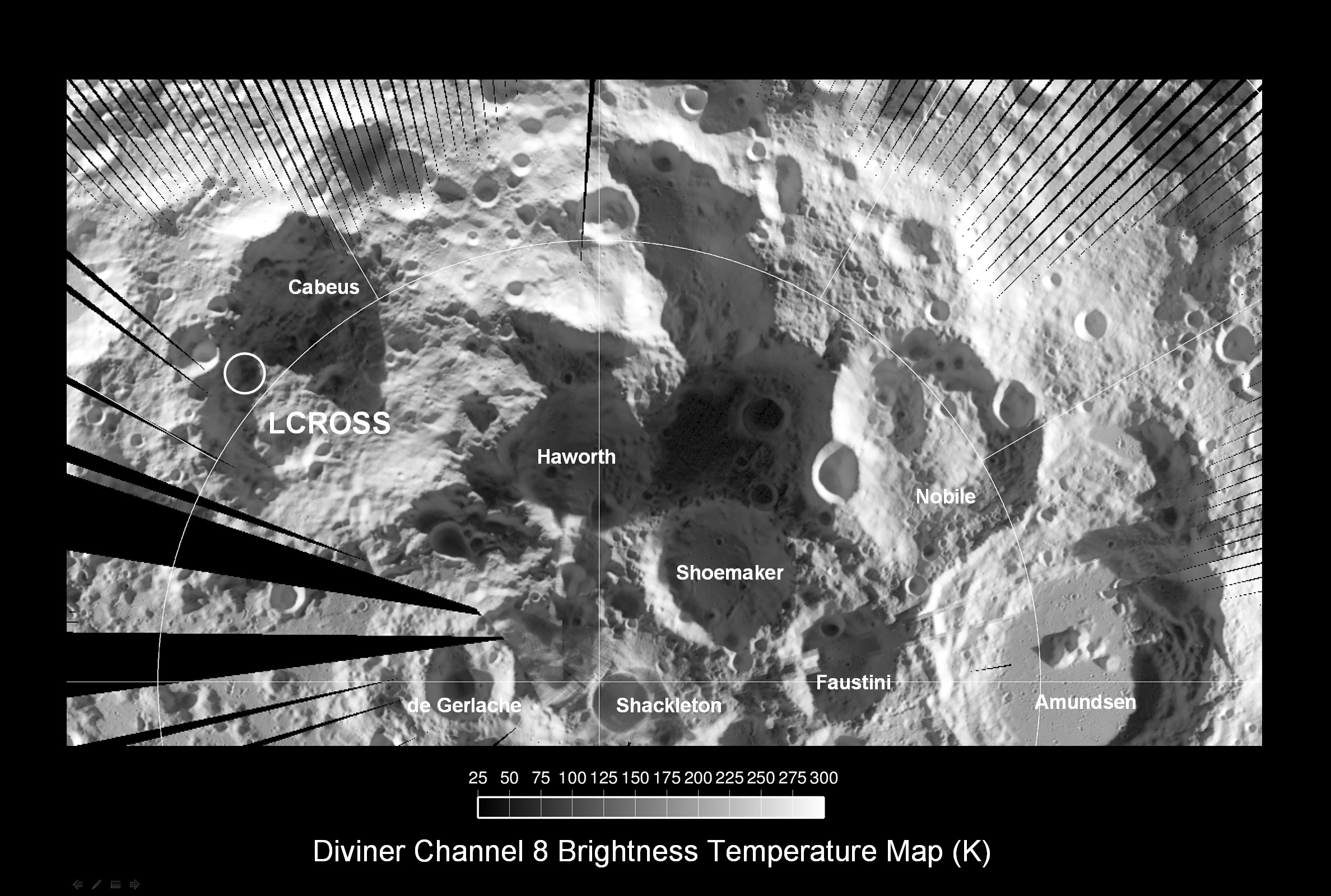
月球勘测轨道飞行器对德·杰拉许陨石坑周边月表热辐射的测量结果

在此前不久的过去，所获取的月球南极照片都是从地面望远镜或月球探测器相机拍摄的一些模糊不清的图片，因此，该区域也被笼统地称为“月神之地”。但随着1994年月球轨道探测器-克莱门汀号的发射，这一状况得到改变。美国天文学家讓-呂克·馬戈和唐纳德·布鲁斯·坎贝尔（Donald B. Campbell）首次辨识出了德·杰拉许陨石坑，并共同向国际天文联合会提出了现用的名称，2000年被国际天文联合会批准采纳。
德·杰拉许陨石坑位于月球正面南侧边缘，从地球只能看到一点坑沿，除边沿外，其本身则永久地笼罩在黑暗中，很少或根本看不到该陨坑的细节。但在地球雷达图像中，德·杰拉许陨石坑则是清晰可见。
该陨坑外观大致呈圆形，坑壁略有磨损，沿内外侧壁显示坐落了多座小撞击坑。坑壁平均高出周边地形950米，内部容积约750.74立方千米。由于地处月球南极，坑底处于阳光永远照射不到的永夜区。按现代观点，该坑底及附近的其它陨坑属于太阳系中最寒冷的地方。月球勘测轨道飞行器的成像显示，德·杰拉许陨石坑的温度范围在25-50K（摄氏-248°至-223°）之间，这表明陨坑内中可能存在水。因为，按照计算，水和其它挥发性气体要从星球表面蒸发，其环境温度必须达到摄氏-220°以上。事实上，在2009年11月13日月球探测器-月球坑观测和传感卫星（LCROSS）进行轰击试验后，美国宇航局就声称在月球南极附近的卡比厄斯环形山中发现了以冰的形式存在的水。

## 另请参阅
- Andersson, L. E.; Whitaker, E. A. . NASA RP-1097. 1982.
- Blue, Jennifer. . USGS. July 25, 2007  [2007-08-05]. （原始内容存档于2013-02-13）.
- Bussey, B.; Spudis, P. . New York: Cambridge University Press. 2004. ISBN 978-0-521-81528-4.
- Cocks, Elijah E.; Cocks, Josiah C. . Tudor Publishers. 1995. ISBN 978-0-936389-27-1.
- McDowell, Jonathan. . Jonathan's Space Report. July 15, 2007  [2007-10-24]. （原始内容存档于2018-12-25）.
- Menzel, D. H.; Minnaert, M.; Levin, B.; Dollfus, A.; Bell, B. . Space Science Reviews. 1971, 12 (2): 136–186. Bibcode:1971SSRv...12..136M. doi:10.1007/BF00171763.
- Moore, Patrick. . Sterling Publishing Co. 2001. ISBN 978-0-304-35469-6.
- Price, Fred W. . Cambridge University Press. 1988. ISBN 978-0-521-33500-3.
- Rükl, Antonín. . Kalmbach Books. 1990. ISBN 978-0-913135-17-4.
- Webb, Rev. T. W.  6th revised. Dover. 1962. ISBN 978-0-486-20917-3.
- Whitaker, Ewen A. . Cambridge University Press. 1999. ISBN 978-0-521-62248-6.
- Wlasuk, Peter T. . Springer. 2000. ISBN 978-1-85233-193-1.